# Krzysztof Misiak
Krzysztof Misiak (ur. 20 lutego 1966 w Gostyninie) – polski gitarzysta, kompozytor, producent muzyczny, edukator, dziennikarz.
Karierę muzyczną rozpoczął w roku 1983 w zespole Rybie Łości. Następnie współpracował z grupami S.O.S. i Medusa. W latach 2003–2006 był gitarzystą formacji Chylińska. Był liderem zespołu „3 Jazz Soldiers” (jazz-rock). Misiak pisał artykuły dla magazynu muzycznego Gitara i Bas, oraz prowadził kolumnę recenzencką w „Gazecie na Mazowszu” – dodatku do Gazety Wyborczej.
Był wielokrotnie wykładowcą w klasie gitary elektrycznej podczas warsztatów w Gdyni, Bolesławcu (Festiwal Blues nad Bobrem), Jaworznie (Jawor Rock) i Darmstadt (Jazz Conceptions) (Niemcy). Współorganizował festiwal muzyczny Rockowe Ogródki w Płocku oraz pełnił przy nim funkcję szefa artystycznego warsztatów muzycznych.
Przez dziesięć edycji współtworzył konkurs Płockie Konfrontacje Gitarowe w Młodzieżowym Domu Kultury w Płocku.
W 1999 roku Misiak został uhonorowany statuetką za udział w nagraniu gitarowej Płyty Roku 1999 – 12 Sprawiedliwych Mietka Jureckiego. Laureat pierwszego miejsca w kategorii „Najlepszy Gitarzysta Rock” w plebiscycie czytelników magazynu Gitara i Bas + Bębny w 2004 roku.
Bohater „Zagrywki miesiąca” (Lick Of the Month), prestiżowego magazynu Guitar Player – kwiecień 1998.
Autor muzyki do spektakli teatralnych, reklam i filmów.
Otrzymał „Srebrną Maskę” za muzykę do monodramu Marka Walczaka „Sex, prochy i rock & roll” Erica Bogosiana.
Wydanie płyty „5.1” w plebiscycie Tygodnika Płockiego „Z Tumskiego Wzgórza - Wydarzenie roku 2017” w kategorii Kultura uzyskało pierwsze miejsce.
K. Misiak od 2004 roku jest członkiem Akademii Fonograficznej ZPAV i ZAiKS od 1997 r.
Współpracował i koncertował ł z wieloma artystami polskiej (i nie tylko) sceny muzycznej (Marek Biliński, CHYLIŃSKA, Mietek Jurecki, Krzysztof Ścierański, Wojciech Pilichowski, Ryszard Wolbach, Bartek "Bratek" Wójcik, Gregg Bissonette, Doogie White, Jennifer Batten, Steve Vai, Dave Latchaw, Liam McMurray, Leszek Cichoński, Tomasz Łosowski, Piotr Bańka, Virtual Jazz Re@lity, Jacek Pelc, Farben Lehre, Płocka Orkiestra Symfoniczna).
Od 2019 r. kierownik muzyczny Teatru Dramatycznego w Płocku oraz instruktor prowadzący warsztaty gitarowe w Płockim Ośrodku Kultury i Sztuki.

## Dyskografia
Opracowano na podstawie materiału źródłowego:

### Płyty autorskie[7]
- Telegramy – S.O.S. (1996)
- Zdjęcie z Misiem – Krzyszt of Misiak & S.O.S. (zespół muzyczny) (2003)
- Winna – Chylińska (2004)
- Wydaje mi się... – Krzyszt of Misiak (2006)
- Wyjątkowo kulturalny weekend – Krzyszt of Misiak (2009)
- Odłamkowa – 3 Jazz Soldiers (2012)
- Nowe okoliczności - Krzyszt of Misiak (2014)
- 5.1 - Krzyszt of Misiak (2017)
- Siłami Natury - Krzyszt of Misiak (2020)
- Kod genetyczny - Krzyszt of Misiak (2021)
- Melancholia - Krzyszt of Misiak (2022)
- Asymetria - Krzyszt of Misiak (2024)

### Występy gościnne
- 12 sprawiedliwych – Mietek Jurecki (1999)
- C.V. – Tomasz Łosowski (2003)
- Mr. Saku – Marcin Saktura (2004)
- Imaginary Landscapes – Piotr Bańka (2005)
- Snukraina – Farben Lehre (2008)
- Serce dzwonu (EP) - Absynth (2009)
- Znak - Absynth (2014)
- Intro - Wojtek Pilichowski (2014)
- ...from the Book of Shadows - Bartosz "Bratek" Wójcik (2016)
- The Book of Life - Bartosz "Bratek" Wójcik (2021)
- Masz wiadomość: Zachowaj twarz - Ryszard Wolbach (2023)

### Składanki
- Petrohałas (1996) (utwory: RybieOści – You could be mine, S.O.S. – Funkowa, Medusa – Herostratos)
- 10 Radio Hits vol. 3 (utwór RybieOści – Bicie serca)

### Materiały dydaktyczne
- Fusion Guitar – część I – Krzysztof Misiak (kaseta VHS)